# Reibungskoeffizient
Der Reibungskoeffizient, auch Reibungszahl genannt (Formelzeichen µ oder f), ist ein dimensionsloses Maß für das Verhältnis der Reibungskraft zur Anpresskraft zwischen zwei Körpern. Der Begriff gehört zum Fachgebiet der Tribologie.

## Physikalische Bedeutung
Bei der Angabe eines Reibungskoeffizienten wird zwischen Gleitreibung und Haftreibung unterschieden: Bei der Gleitreibung bewegen sich die Reibflächen relativ zueinander, während sie dies bei der Haftreibung nicht tun. Im Fall der Coulombschen Reibung ist der Gleitbeiwert konstant.
In der Praxis ist eine entsprechende Temperatur-, Geschwindigkeits- und Druckabhängigkeit zu erkennen, welche auf einen Einfluss der Oberflächenänderung und Beschaffenheit der niemals ideal ebenen Fläche hindeutet (aber nicht auf den Reibwert selbst) und damit die Materialeigenschaft scheinbar beeinflusst.
Gemessen wird der Reibungskoeffizient bei Metallen an polierten Oberflächen, um eine mechanische Verzahnung (Formschluss) weitgehend ausschließen zu können. Ausschlaggebend sind die Adhäsions- und Kohäsionskräfte zwischen den Materialien. Es bilden sich je nach Material Van-der-Waals-Kräfte oder in polarisierten Werkstoffen wasserstoffbrückenähnliche Kräfte zwischen den Oberflächen. Am höchsten ist die Werkstoffhaftung bei ionischen Werkstoffen wie z. B. Kochsalz.

## Berechnung der Reibungskraft
Mit Hilfe des Reibungskoeffizienten lässt sich die maximale Haft- bzw. die Gleitreibungskraft zwischen zwei Körpern berechnen.
Haftreibung: {\displaystyle F_{\mathrm {R,H} }\leq \mu _{\mathrm {H} }\cdot F_{\mathrm {N} }}
maximale Haftreibung: {\displaystyle F_{\mathrm {R,max} }=\mu _{\mathrm {H} }\cdot F_{\mathrm {N} }}
Gleitreibung: {\displaystyle F_{\mathrm {R,G} }=\mu _{\mathrm {G} }\cdot F_{\mathrm {N} }}
Dabei ist {\displaystyle F_{\mathrm {R} }} die Reibungskraft, {\displaystyle \mu _{\mathrm {H} }} bzw. {\displaystyle \mu _{\mathrm {G} }} der Reibungskoeffizient und {\displaystyle F_{\mathrm {N} }} die Normalkraft (Kraft senkrecht zur Fläche). Der Reibungskoeffizient bestimmt also, wie groß die Reibungskraft im Verhältnis zur Normalkraft ist; eine höhere Reibungszahl bedeutet eine größere Reibungskraft.
Um beispielsweise einen Metallklotz zu schieben, muss man zunächst eine Kraft aufbringen, die höher als die Haftreibungskraft ist. Wenn der Klotz dann über den Untergrund gleitet, so reicht die kleinere Gleitreibungskraft. Weil die Reibkoeffizienten vom Untergrund (trocken, nass, …) abhängig sind, hängen im gleichen Maße auch die Reibkräfte davon ab.
Um die Haftung zu verändern, kann man auch die Normalkraft verändern, was sich wiederum aus der Formel erkennen lässt. Auf der Ebene entspricht die Normalkraft der Gewichtskraft, in Steilkurven die Komponente der Vektorsumme aus Gewichtskraft und Fliehkraft senkrecht zur Fahrbahn. Im Motorsport wird die Normalkraft durch Flügel (englisch Spoiler) erhöht, die den Fahrtwind zum Anpressen des Fahrzeugs an den Boden nutzen.

## Beispiele
Die Reibungskoeffizienten aus Tabellen sind immer nur ungefähre Angaben. Die Reibung hängt von vielen unterschiedlichen Faktoren ab (Materialpaarung, Oberfläche, Schmierung, Temperatur, Feuchte, Verschleiß, Normalkraft etc.), so dass in einer Tabelle nicht die „richtigen“ Werte gefunden werden können.
Die genauesten Ergebnisse erhält man aus einem Versuch unter realen Bedingungen. Auch hier ist jedoch zu beachten, dass sich die Verhältnisse zwischen Versuch und realem Einsatz ändern können.
Es gilt immer:
{\displaystyle \mu \leq \mu _{\mathrm {H} }}
| Materialpaarung  | Haftreibung | Gleitreibung |
| ---------------- | ----------- | ------------ |
| Stahl auf Stahl  | 0,2         | 0,1          |
| Stahl auf Holz   | 0,5         | 0,4          |
| Stahl auf Stein  | 0,8         | 0,7          |
| Stein auf Holz   | 0,9         | 0,7          |
| Leder auf Metall | 0,6         | 0,4          |
| Holz auf Holz    | 0,5         | 0,4          |
| Stein auf Stein  | 1,0         | 0,9          |
| Stahl auf Eis    | 0,03        | 0,01         |
| Stahl auf Beton  | 0,35        | 0,20         |

### Haftreibungszahlen
| Materialpaarung   | Materialpaarung   | trocken | wenig fettig | geschmiert | mit Wasser |
| ----------------- | ----------------- | ------- | ------------ | ---------- | ---------- |
| Bronze auf        | Bronze            | 0,18    |              | 0,11       |            |
| Bronze auf        | Grauguss          | 0,56    |              | 0,73       |            |
| Bronze auf        | Stahl             | 0,19    |              | 0,18       |            |
| Grauguss auf      | Eiche             |         |              |            | 0,98       |
| Grauguss auf      | Grauguss          |         | 0,2          | 0,21       |            |
| Eiche auf Eiche   | Eiche auf Eiche   | 0,58    |              |            | 0,71       |
| Lederriemen auf   | Eiche             |         | 0,49         |            |            |
| Lederriemen auf   | Grauguss          | 0,48    | 0,28         | 0,12       | 0,38       |
| Messing auf Eiche | Messing auf Eiche | 0,62    |              | 0,15       |            |
| Stahl auf         | Bronze            | 0,19    |              |            |            |
| Stahl auf         | Eiche             |         |              | 0,11       | 0,65       |
| Stahl auf         | Eis               | 0,027   |              |            |            |
| Stahl auf         | Grauguss          | 0,19    |              |            |            |
| Stahl auf         | Stahl             | 0,15    | 0,13         |            |            |
| Stahl auf         | Aluminium         | 0,19    |              |            |            |
| Hanfseil auf Holz | Hanfseil auf Holz | 0,5     |              |            |            |
| Gummireifen auf   | Asphalt           | < 0,9   |              |            | < 0,5      |
| Gummireifen auf   | Beton             | < 1     |              |            | < 0,6      |

### Maximaler Kraftschlussbeiwert
Ein angetriebener oder gebremster Reifen hat gegenüber der Oberfläche, auf der er rollt, immer einen Schlupf. Dieser Schlupf ist bei kleinen übertragenen tangentialen Kräften so gering, dass er für viele Anwendungen vernachlässigt werden kann. Bei höherer Tangentialkraft nimmt der Schlupf zunächst schwach, dann immer stärker zu. Dies bedeutet, dass bei gegebenem Andruck eine maximale Tangentialkraft übertragen werden kann. Dies ähnelt dem Übergang von der Haftreibung zur Gleitreibung. Der Quotient zwischen der Tangentialkraft und der Normalkraft wird Kraftschlussbeiwert genannt. Sein Maximum gibt an, welche Kraft ein Reifen bei gegebener Normalkraft maximal als Antrieb, oder Bremskraft übertragen kann.
| Paarung                                       | trocken | nass, sauber | nass, geschmiert | vereist |
| --------------------------------------------- | ------- | ------------ | ---------------- | ------- |
| Luftreifen auf Ackerboden                     | 0,45    |              | 0,2              | <0,2    |
| Luftreifen auf Erdweg                         | 0,45    |              | 0,2              | <0,2    |
| Luftreifen auf Holzpflaster                   | 0,55    | 0,3          | 0,2              | <0,2    |
| Luftreifen auf Kleinpflaster                  | 0,55    | 0,3          | 0,2              | <0,2    |
| Luftreifen auf Kopfsteinpflaster              | 0,6     | 0,4          | 0,3              | <0,2    |
| Luftreifen auf Schotter, gewalzt              | 0,7     | 0,5          | 0,4              | <0,2    |
| Luftreifen auf Schotter, gewalzt, asphaltiert | 0,6     | 0,4          | 0,3              | <0,2    |
| Greiferräder auf Ackerboden                   | 0,5     |              |                  |         |
| Kettenfahrzeuge auf Ackerboden                | 0,8     |              |                  |         |

### Gleitreibungszahlen
| Materialpaarung                  | trocken | wenig fettig | geschmiert | mit Wasser |
| -------------------------------- | ------- | ------------ | ---------- | ---------- |
| Bronze auf Bronze                | 0,20    |              | 0,06       |            |
| Bronze auf Grauguss              | 0,21    | 0,08         |            |            |
| Bronze auf Stahl                 | 0,18    | 0,16         | 0,07       |            |
| Grauguss auf Bronze              | 0,20    | 0,15         | 0,08       |            |
| Grauguss auf Eiche               | 0,49    | 0,19         |            | 0,22       |
| Grauguss auf Grauguss            | 0,28    | 0,15         | 0,08       | 0,31       |
| Eiche auf Eiche                  | 0,34    |              | 0,1        | 0,25       |
| Lederriemen auf Eiche            | 0,27    |              |            | 0,29       |
| Lederriemen auf Grauguss         | 0,56    | 0,27         | 0,12       | 0,36       |
| Messing auf Eiche                | 0,60    |              | 0,44       | 0,24       |
| Stahl auf Bronze                 | 0,18    | 0,16         | 0,07       |            |
| Stahl auf Eiche                  | 0,5     |              | 0,08       | 0,26       |
| Stahl auf Eis                    | 0,014   |              |            |            |
| Stahl auf Grauguss               | 0,18    |              | 0,01       |            |
| Stahl auf Stahl                  | 0,12    |              | 0,01       |            |
| Stahl auf Messing                | 0,2     |              |            |            |
| Stahl auf Weißmetall             | 0,2     | 0,1          | 0,04       |            |
| blockiertes Autorad auf Pflaster | 0,5     |              |            | 0,2        |
| Gummireifen auf Asphalt          | < 0,3   |              |            | < 0,15     |
| Gummireifen auf Beton            | < 0,5   |              |            | < 0,3      |

## Geometrische Interpretation

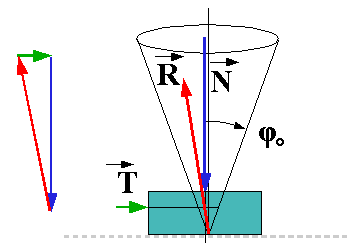
Abbildung 1: Resultierende Kraft innerhalb des Reibkegels

Man kann {\displaystyle \mu } auch als Tangens des Reibungswinkels {\displaystyle \varphi } betrachten. Dies ist der kleinste Winkel, bei dem ein Körper auf einer geneigten Ebene nach unten rutschen würde. Es gilt
{\displaystyle \mu =\tan(\varphi )}.
Dies folgt aus dem Zusammenspiel der Gewichtskraft {\displaystyle {\vec {F}}_{G}} (mit der Unterteilung {\displaystyle F_{G_{\perp }}=F_{G}\cos \varphi } und {\displaystyle F_{G_{||}}=F_{G}\sin \varphi }), der Normalkraft {\displaystyle {\vec {F}}_{N}} und der Reibungskraft {\displaystyle {\vec {F_{R}}}=\mu {\vec {F}}_{N}}.
Beispiel Auto: Der Tangens ist aus dem Alltag als Steigung von ansteigenden Straßen und Gefällen bekannt, die auf Verkehrsschildern angegeben wird (zum Beispiel: 12 % Steigung bedeuten, auf einer Länge von 100 m steigt die Strecke um 12 m). Bei einem Haftreibungskoeffizienten von Eins kann man also Steigungen von maximal 100 % (45°) überwinden. Real ist die Steigfähigkeit von Fahrzeugen meist durch die installierte Motorleistung und das Gesamtübersetzungsverhältnis der Getriebe begrenzt – Ausnahmen sind schlechte Straßenverhältnisse. Bei Glatteis oder schneebedeckter Straße wird die Haftreibungszahl sehr klein, so dass schon leichte Steigungen nicht überwunden werden können oder das Bremsen bergab nicht mehr möglich ist.
Reibkegel: Innerhalb des Reibkegels (Abbildung 1) sind Systeme auch bei Belastung stabil (z. B. Leiter auf Untergrund) und werden als selbsthemmend bezeichnet, außerhalb des Reibkegels reicht die Reibkraft nicht mehr aus, um das System in Ruhe zu halten, es tritt eine Bewegung auf. Relevante technische Systeme sind z. B. Schneckengetriebe, die in Abhängigkeit von Schraubensteigung, Materialpaarung und Schmierverhältnissen selbsthemmend sind oder nicht.

## Grenzen
Erreichen die durch die auftretenden Kräfte verursachten Spannungen die Fließspannung, endet der Gültigkeitsbereich des coulombschen Modelles. An seine Stelle tritt das Reibfaktormodell.

## Häufige Irrtümer

### „µist immer kleiner als Eins“
Gelegentlich wird behauptet, dass {\displaystyle \mu \leq 1} gelten müsse. {\displaystyle \mu =1} bedeutet lediglich, dass Normal- und Reibungskraft gleich sind. Bei etlichen Materialpaarungen, beispielsweise mit Silikonkautschuk oder Acrylkautschuk beschichteten Oberflächen, ist der Reibkoeffizient wesentlich größer als Eins.

### „Haftreibung ist Haftreibungskoeffizient mal Normalkraft“
Häufig wird für die Haftreibung die Formel
{\displaystyle F_{\mathrm {R,H} }=\mu _{\mathrm {H} }\cdot F_{\mathrm {N} }}
angegeben. Der so errechnete Wert bezeichnet jedoch nur den Grenzfall der maximal möglichen Schub- oder Zugkraft, die der Reibungskraft {\displaystyle F_{\mathrm {R} }} entgegenwirkt und bei der noch der Stillstand des Objekts möglich ist. Wird diese überschritten, wirkt sofort die zumeist kleinere Gleitreibungskraft:
{\displaystyle F_{\mathrm {R,G} }=\mu _{\mathrm {G} }\cdot F_{\mathrm {N} }}
Augenscheinlich wird dies z. B. bei Lawinen oder Erdrutschen. Hier befinden sich die Massen nahe der Haftkraft. Kleine Erschütterungen lassen die Haftreibung örtlich überschreiten.